# Frédéric DuBois de Montperreux
Pour les articles homonymes, voir DuBois.
Frédéric DuBois de Montperreux, né le 28 mai 1798 à Môtiers (Principauté de Neuchâtel) et mort le 7 mai 1850 à Peseux, est un écrivain, naturaliste, archéologue et historien suisse. Il est connu pour son récit de voyage au Caucase.

## Vie et œuvre
Il grandit sur les rives du lac de Neuchâtel. Son père est négociant, il fréquente l'école à Neuchâtel.
De 1817 à 1819, il est professeur de français à Saint-Gall. De 1819 à 1821, il est précepteur en Courlande. De 1821 à 1829, il est directeur d'une école en Lituanie. Il voyage en Pologne de 1825-1829.
Entre 1829 et 1831, il fréquente l'Université Humboldt de Berlin, où il suit les cours des professeurs August Böckh, Carl Ritter et Leopold von Buch et Alexander von Humboldt. De 1831 à 1834, il parcourt la Crimée, puis le Caucase.
Il publie un récit de voyage et reçoit la médaille d'or de la Société française de géographie, ainsi que l'Ordre de Saint-Stanislas.
Dès 1838 il enseigne l'archéologie à l'Académie de Neuchâtel.
En tant qu'archéologue il fouille à Cressier. Il découvre les vestiges gallo-romains de Colombier. Il s'intéresse aux monuments médiévaux de Neuchâtel, en particulier la collégiale et le château.
Il est ami avec Ferdinand Keller et Arnold Escher von der Linth. Il donne sa bibliothèque et ses collections à la ville de Zurich.

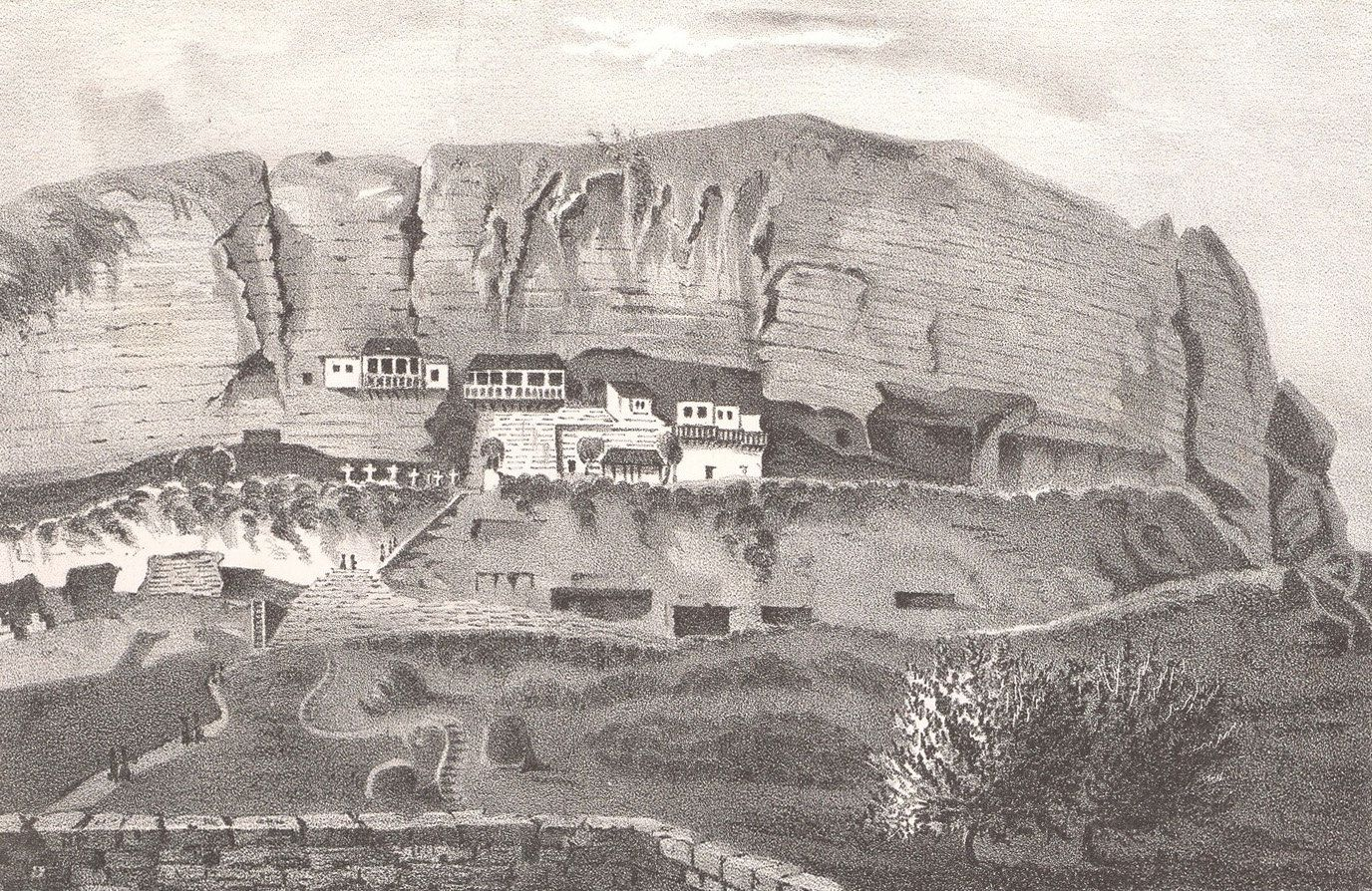
Le Monastère troglodyte de Bakhtchyssaraï
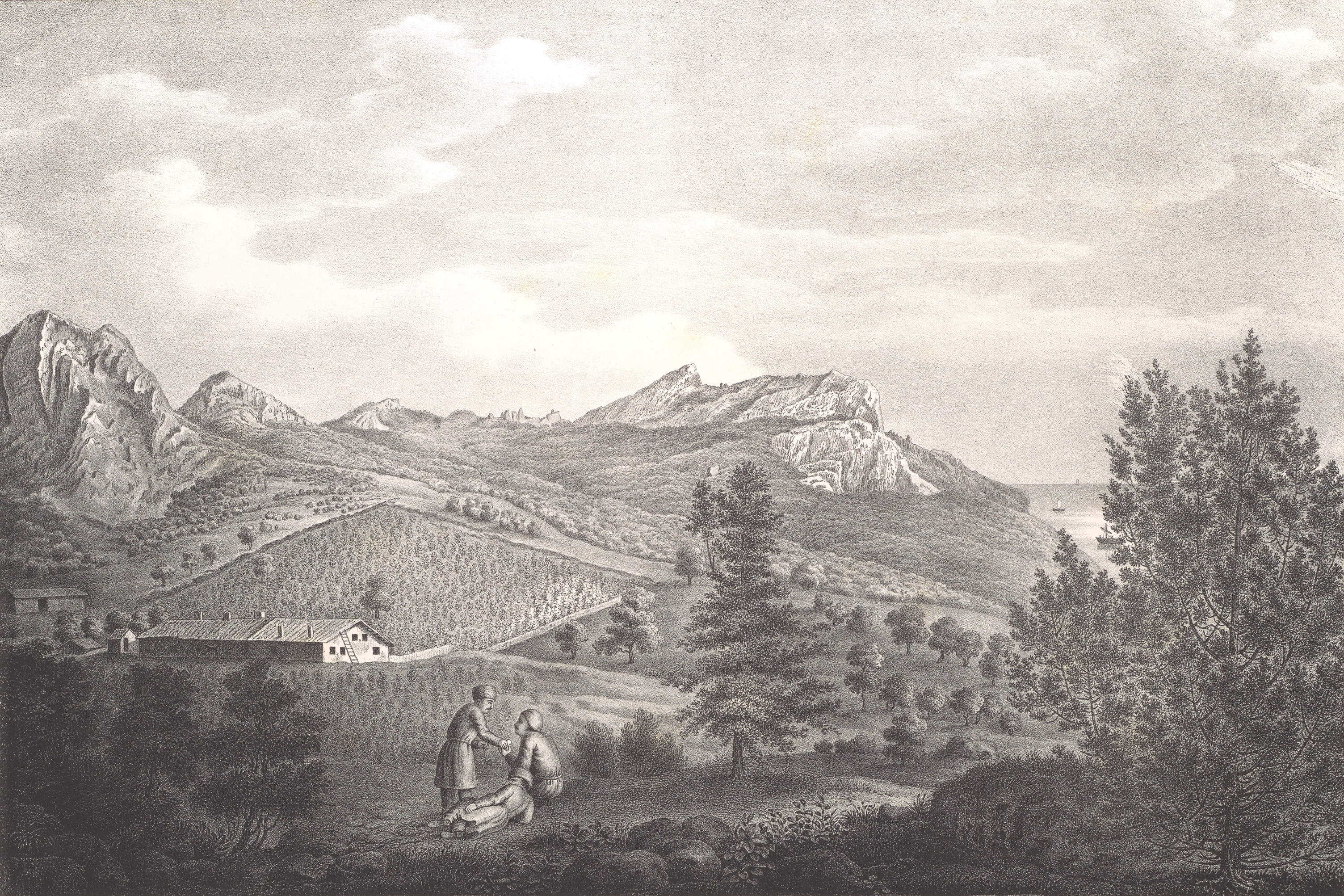
le mont st-Elias, raïon de Balaklava en Crimée.

## Œuvres (sélection)
- Conchiologie fossiles et aperçu géognostique des formations du plateau Wolhyni-Podotien, Schropp, Berlin, 1831 (lire en ligne)
- Voyage autour du Caucase, chez les Tscherkesses et les Abkhases, en Colchide, en Géorgie, en Arménie et en Crimée, 6 vol., Librairie de Gide, Paris, 1839-1849 avec un atlas (lire en ligne)
- Voyage autour du Caucase, les Tcherkesses et de l'Abkhazie, après Colchide, en Géorgie, en Arménie et en Crimée, 3 volumes, Leske, Darmstadt, 1842-1846 (lire en ligne)
- La Bataille de Granson, Zurich, 1844
- Les Monuments de Neuchâtel, Zurich, 1852 (lire en ligne)

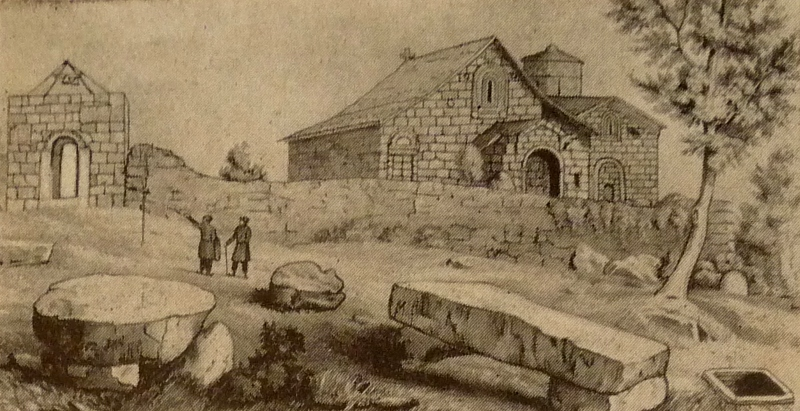
Le monastère de Shemokmedi.
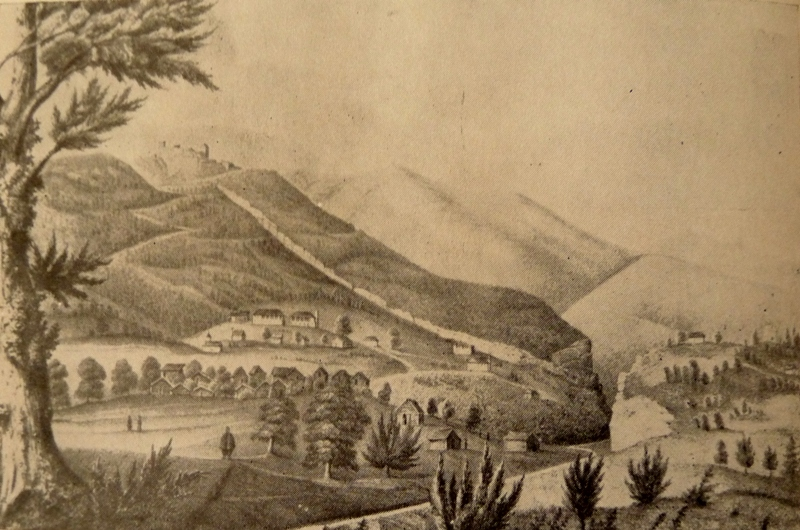
et Satchkhere en Géorgie.

## Sources d'archives
Les Archives de l'État de Neuchâtel conservent un fonds composé de documents manuscrits de la main de Frédéric DuBois, dit de Montperreux : des copies de lettres à Ferdinand Keller, Eusèbe-Henri Gaullieur et Thérèse Dubois. Des fragments du catalogue de sa bibliothèque, des actes officiels, etc. 
- Fonds : Frédéric Dubois de Montperreux (1842-1950).  Cote : DU BOIS DE MONTPERREUX. Archives de l'État de Neuchâtel (présentation en ligne).

La Bibliothèque publique et universitaire de Neuchâtel conserve aussi un fonds composé de la correspondance envoyée par Frédéric DuBois de Montperreux à sa mère et à ses sœurs. 
- Fonds Frédéric DuBois de Montperreux (1841-1843) [0,01 ml].  Cote : FDUM. Bibliothèque publique et universitaire de Neuchâtel (présentation en ligne).